# 東莞軌道交通
東莞軌道交通，是中國廣東省東莞市的城市軌道交通系統，於2016年5月27日开通运营东莞轨道交通2号线，使東莞市成為廣東省第四个开通运营轨道交通的城市。此外，还有2条线路正在建设，1段线路已获批并将在近期动工。未来，东莞轨道交通线网还将继续完善，并连接广州地铁和深圳地铁线网。

## 历史

### 前期规划

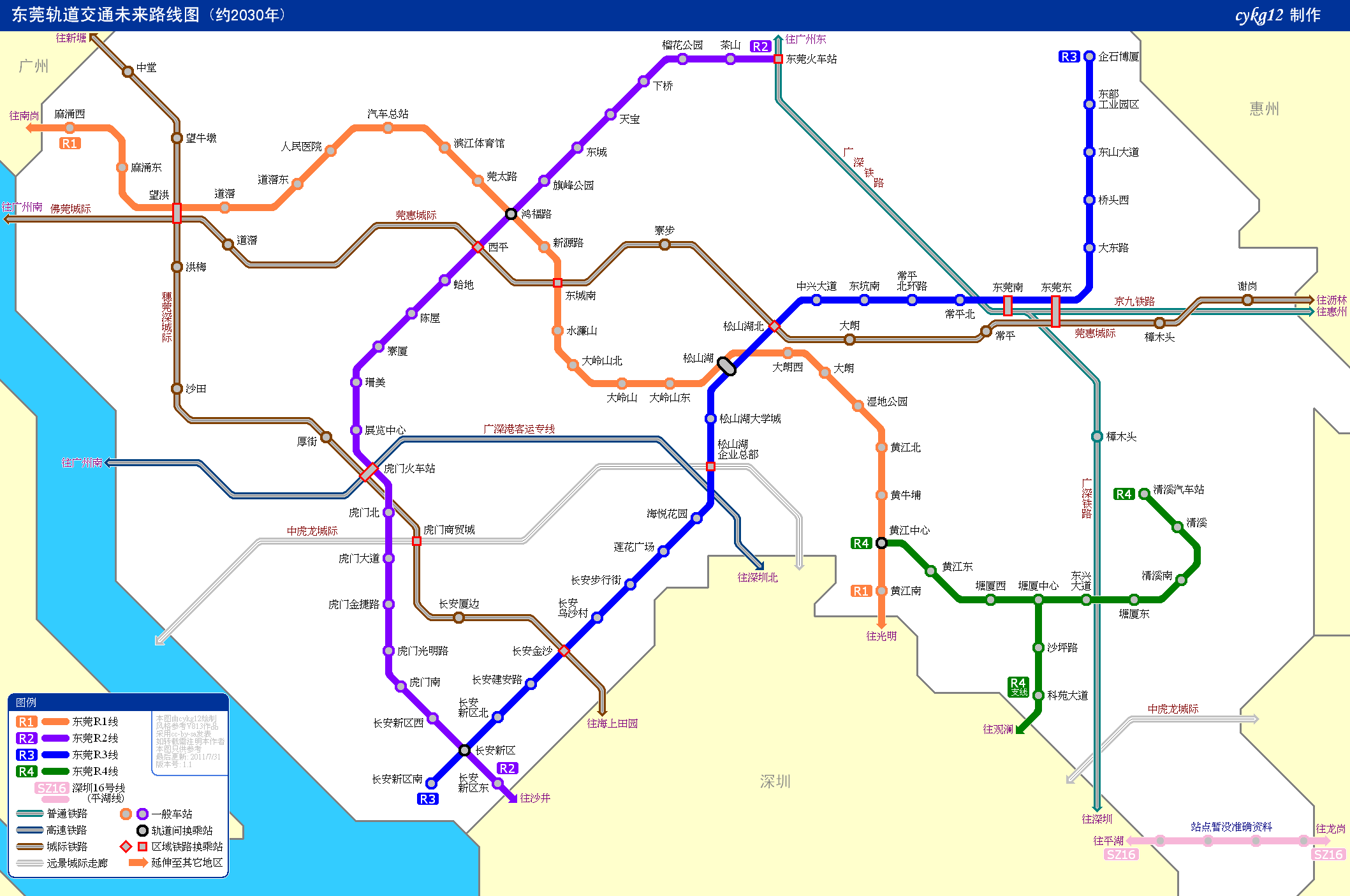
早期四线规划

2001年，随着时任东莞市委书记佟星“一年一大步，五年见新城”的口号，修建东莞市自己的轨道交通系统的设想第一次被提上日程。
2003年9月至2004年10月，中国城市规划设计研究院和铁道部第二斟测设计院通过项目邀标的形式正式开展了《东莞市轨道交通网络规划》的编制工作。
2004年11月，东莞市轨道交通建设工作领导小组正式成立，随后制定的《东莞市轨道交通网络规划》提出东莞市到2020年将建成总长约195km,车站总数为55座的轨道交通网络。
2006年9月，《东莞市城市快速轨道交通建设规划》通过省发改委、建设厅评审；同年12月，规划上报国家发改委、建设部；2007年2月，东莞市市长李毓全对外宣布轨道交通获省政府批准的消息；3月，东莞市被中国国家发改委和建设部列为“轨道交通第二批待批城市”中的首位。
在2006年9月25至26日舉行的《東莞市城市快速軌道交通建設規劃》專家評審會上，《東莞市城市快速軌道交通建設規劃》通過了專家評審。與會專家建議把該規劃中2008年至2015年建設108公里鐵路的目標調低至約60公里，並優先考慮2号线的發展。專家同時建議對穗莞深城際（即穗深城際）和與其路線重合的1号线作進一步研究，以作統一協調和優化。曾有提议指出R1线可与穗莞深城际线共线运营，以避免重复建设浪费投资。但该提议随后遭到否决，R1线与穗莞深城际线改为修建相互独立的线路。

### 一期
2009年7月，国务院批准东莞市城市轨道交通近期建设规划（2009-2015年）。审批意见同意建设R2线（现轨道交通2号线）一期（石龙站—新城中心站（现西平站））和二期工程（新城中心站（现西平站）—新东莞站（现虎门火车站）），共计37.37km。东莞市轨道交通建设工程至此正式进入实质性运作阶段。

#### 兴建二号线
2009年4月13日，位于东莞市石龍鎮及茶山镇之間的东莞火车站（原名新石龍火车站）正式动工，轨道交通二号线的起点由原计划的石龙站迁移至新建车站，地铁站厅亦随着车站工程同步建设。
2010年3月26日，试验段2304标工程举行开工仪式，标志着东莞轨道交通二号线正式动工。
2014年12月8日，二号线最后一个盾构隧道区间（珊美～展览中心右线）贯通，标志着二号线全线主体工程全部完工。全线于2015年12月29日开始试运行，2016年5月27日正式运营。

### 二期
2013年12月，经国务院同意，国家发展改革委批准了东莞市城市轨道交通近期建设规划（2013～2019年）。按照批复，国家批准东莞市近期新增建设线路为1号线一期工程、2号线三期工程和3号线一期工程，全长126.9公里，加上目前正在建设的2号线一、二期工程，东莞市共164.6公里的城市轨道交通线路已获得国家批复同意。
2019年，东莞市发改局发布《东莞市城市轨道交通第二期建设规划调整（2019-2024）即线网规划（调整）》，新增了1号线二期、1号线三期、1号线支线和3号线支线。2022年3月，发改委批复第二期建设规划调整方案，方案中优化调整了1号线一期和3号线一期工程，规划期调整为2022—2027年；而原计划新增上报的线路均未被批复。
2023年东莞市政府工作报告指出，争取国家支持城市轨道交通二期建设规划调整，实现与广深市域国铁、城际、城轨“三网融合”；争取东莞1号线南连深圳6号线，深圳11号线延长至长安、10号线延长至凤岗。2024年6月，东莞市轨道交通局对二期建设规划调整进行首次环评公示，包括东莞1号线二期（含东莞段及广州段）、东莞1号线三期、深圳6号线支线北延线（东莞段）、深圳20号线北延线（东莞段）、深圳11号线北延线（东莞段）、深圳10号线东延线（东莞段）等，总长27.1公里。东莞境内长26.2公里，广州境内长0.9公里。同年9月，1号线二期广州段（城市边界-黄埔新港）规划开始首次环评公示。

#### 兴建一号线
2019年2月19日，东莞市全面加强执行力建设大会和推进粤港澳大湾区建设首批重点项目集中动工大会暨轨道交通1号线项目全线动工仪式举行，标志着东莞轨道交通1号线正式动工。

#### 二号线三期
2022年8月26日，东莞轨道交通2号线三期项目动工仪式在虎门镇举行。

## 路線
| 东莞轨道交通运营线路图，截止2017年底，包括东莞地铁2号线及广深港高铁、广深城际铁路、莞惠城际铁路东莞境内部分 |           |               |               |               |          |                  |          |                         |              |
| 运营线路 |           |               |               |               |          |                  |          |                         |              |
| 路线 | 路线      | 首段开通日期  | 起点站/终点站 | 起点站/终点站 | 车站数目 | 运营长度（千米） | 车型编组 | 车辆段/停车场           | 控制中心     |
| | 2号线     | 2016年5月27日 | 东莞火车站    | 虎门火车站    | 15       | 37.8             | 6B       | 东城车辆段              | 西平控制中心 |
| 在建线路 |           |               |               |               |          |                  |          |                         |              |
| 路线 | 路线      | 计划开通日期  | 起点站/终点站 | 起点站/终点站 | 车站数目 | 运营长度（千米） | 车型编组 | 车辆段/停车场           | 控制中心     |
| | 1号线     | 2025年12月    | 东莞西站      | 梅塘          | 25       | 57.46            | 6B       | 道滘车辆段 黄江停车场   | 西平控制中心 |
| | 2号线三期 | 2027年        | 虎门火车站    | 交椅湾        | 9        | 17.3             | 6B       | 滨海湾停车场            | 西平控制中心 |
| 已批线路 |           |               |               |               |          |                  |          |                         |              |
| 路线 | 路线      | 当前状态      | 起点站/终点站 | 起点站/终点站 | 车站数目 | 运营长度（千米） | 车型编组 | 车辆段/停车场           | 控制中心     |
| | 3号线     | 工可          | 东莞东站      | 交椅湾        | 20       | 51.5             | 6B       | 常平车辆段 大岭山停车场 | 西平控制中心 |

### 运行中路线

#### 2号线一期、二期

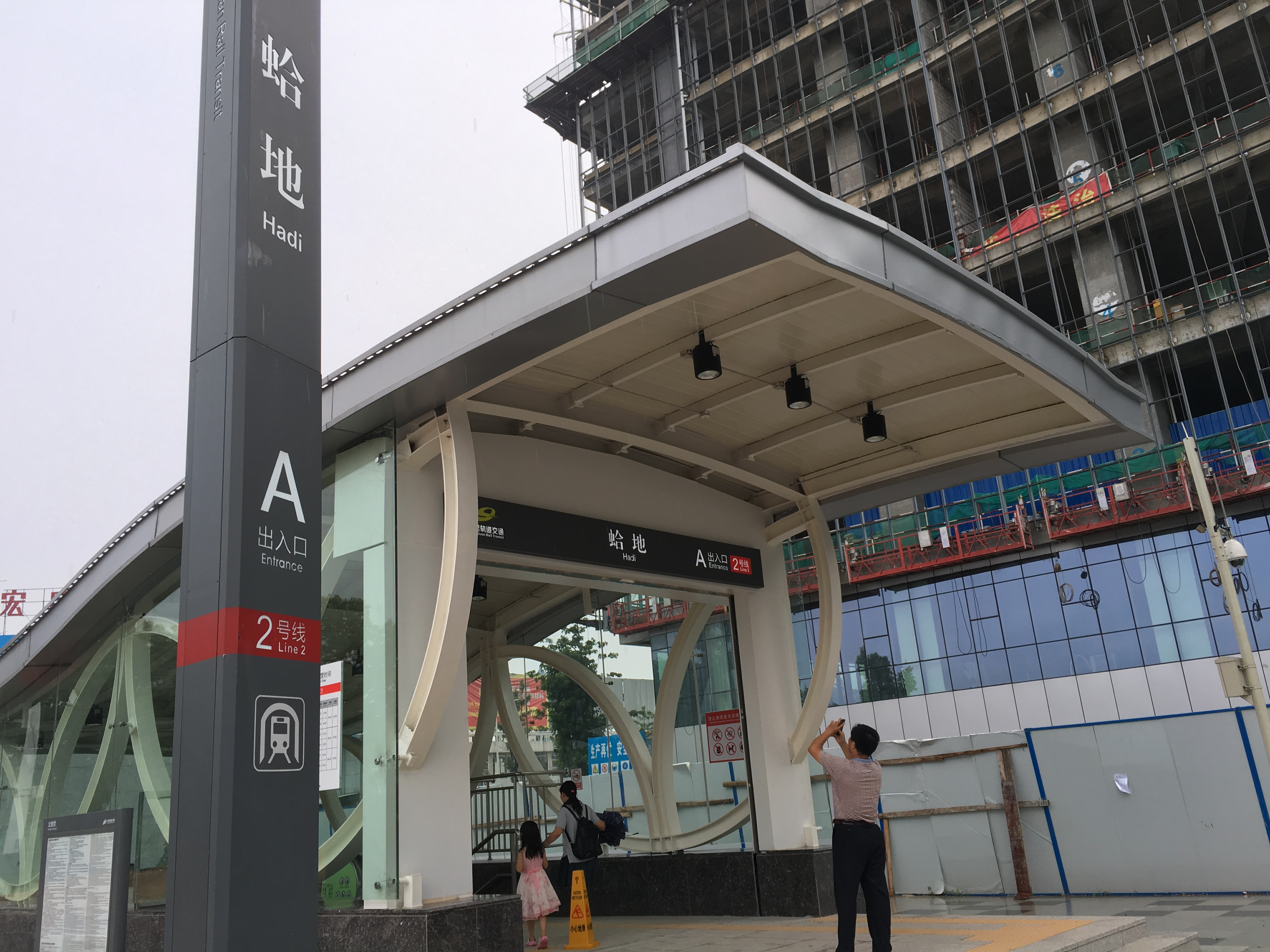
蛤地站A出口

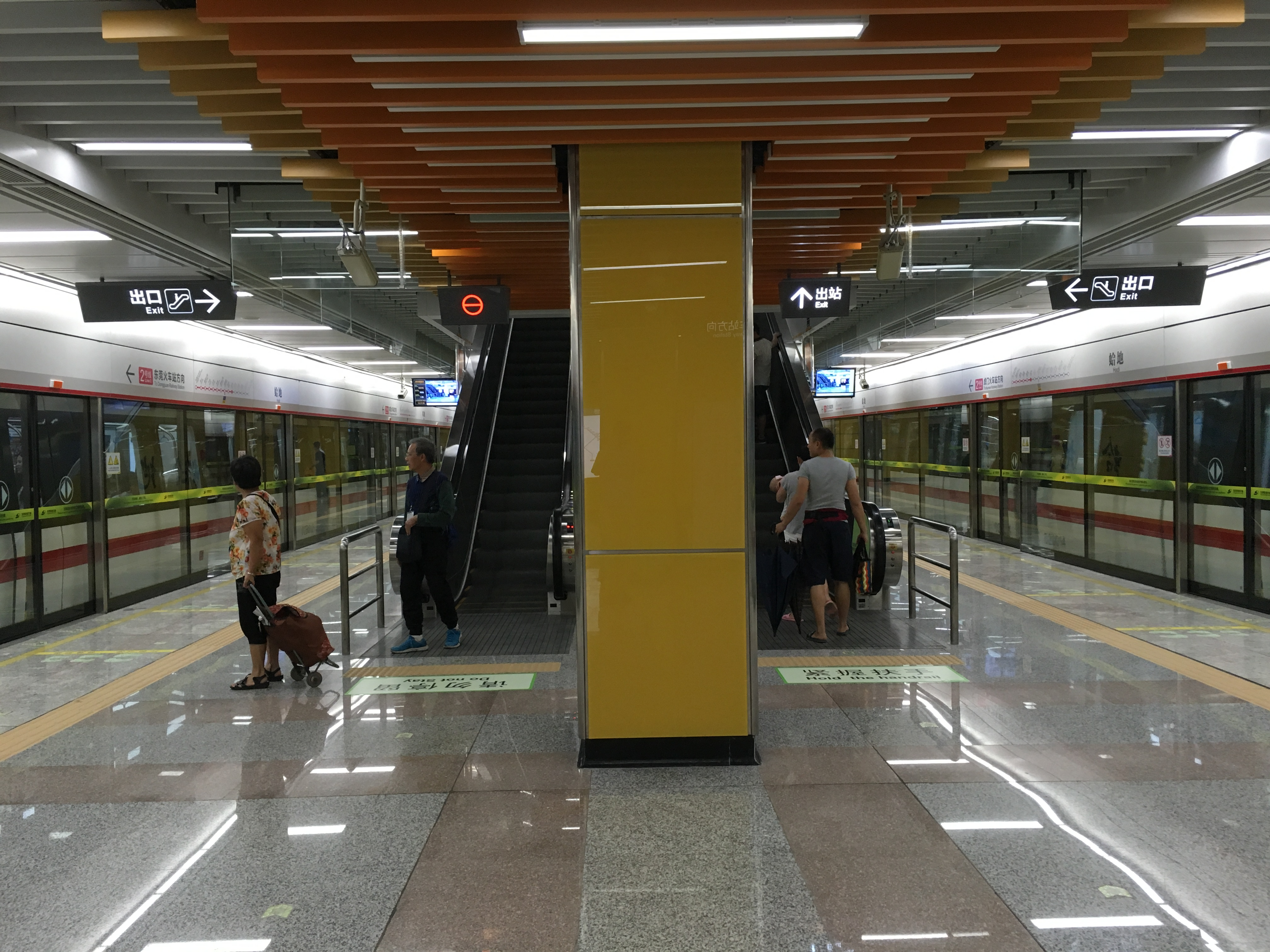
蛤地站月台

2号线一期（东莞火车站－西平）、二期（西平－虎门火车站）全长37.75千米，呈北至西南走向，共设车站15座，其中换乘站1座。换乘站为鸿福路站（可换乘1号线）。此外，2号线一期、二期的东莞火车站连接广深铁路东莞站，西平站连接广惠城际铁路西平西站，虎门火车站连接广深港高速铁路虎门站与穗深城际铁路虎门北站，可实现与国铁换乘。
2号线一、二期工程已于2010年3月26日举行开工建设，于2015年12月29日开始试运行，2016年5月27日正式通车。

### 建设中路线

#### 1号线一期
1号线一期（东莞西站－梅塘）全长57.46千米，呈西北至東南走向，共设车站25座，其中换乘站3座。换乘站分别为鸿福路站（可换乘2号线）、广东医大站（可换乘3号线）、松山湖站（可换乘3号线）。此外，1号线一期的东莞西站连接广惠城际铁路与穗深城际铁路的东莞西站，东城南站连接广惠城际铁路的东城南站，可实现与国铁换乘。
1号线一期已于2015年开展可行性研究与勘察设计等前期工作，于2019年2月举行开工仪式，目前正在建设中。
2023年5月22日，东莞轨道1号线PPP项目合同解除。对于解除合同原因，公告称，是东莞市轨道交通局向一号线建设公司发来关于解除《PPP项目合同》的通知。通知称，自实施以来，因城市规划变更等原因，项目建设总投资、交通网络规划等发生了较大调整，相比于《PPP项目合同》订立时的基础条件发生了较大变化，继续采用PPP模式实施项目存在困难。东莞控股同时表示，轨道1号线建设在此期间不会停工，施工现场也不会受到影响。
2023年6月10月，东莞市轨道交通局回应市民“关于1号线建设进度”时表示，24个区间有望今年内实现全线洞通，并回应说，“目前轨道1号线工程在正常地推进中，项目总体平稳可控，接下来将继续加大工程协调的力度，加快相关1号线的建设工作，争取2025年全面开通试运营。”

#### 2号线三期
2号线三期（虎门火车站－交椅湾）全长17.1千米，共设车站9座，其中换乘站1座。换乘站为交椅湾站（可换乘3号线）。
2022年8月24日，东莞市2022年重大项目城市轨道交通2号线三期工程项目动工仪式在虎门举行，东莞地铁2号线三期工程正式动工。2号线三期预计将于2027年建成通车，届时将与多条轨道线路接驳换乘。

### 已获批路线

#### 3号线一期
3号线一期（东莞东火车站－交椅湾）全长51.5公里，呈西南至东走向，共设车站20座，其中换乘站3座。换乘站分别为交椅湾站（可换乘2号线）、广东医科大学站（可换乘1号线）、松山湖站（可换乘1号线）。此外，3号线一期的松山湖北站连接广惠城际铁路的松山湖北站，常平火车站连接广深铁路的常平站，东莞东火车站连接京九铁路的东莞东站与广惠城际铁路的常平东站，可实现与国铁换乘。

### 远期规划
2024年6月公示的《东莞市轨道交通网络规划（2035）》中，包括14条轨道交通线路，长476公里。其中，轨道快线4条，长224公里；轨道普线9条，长245公里；深圳延伸线路1条，长7公里。

## 运营

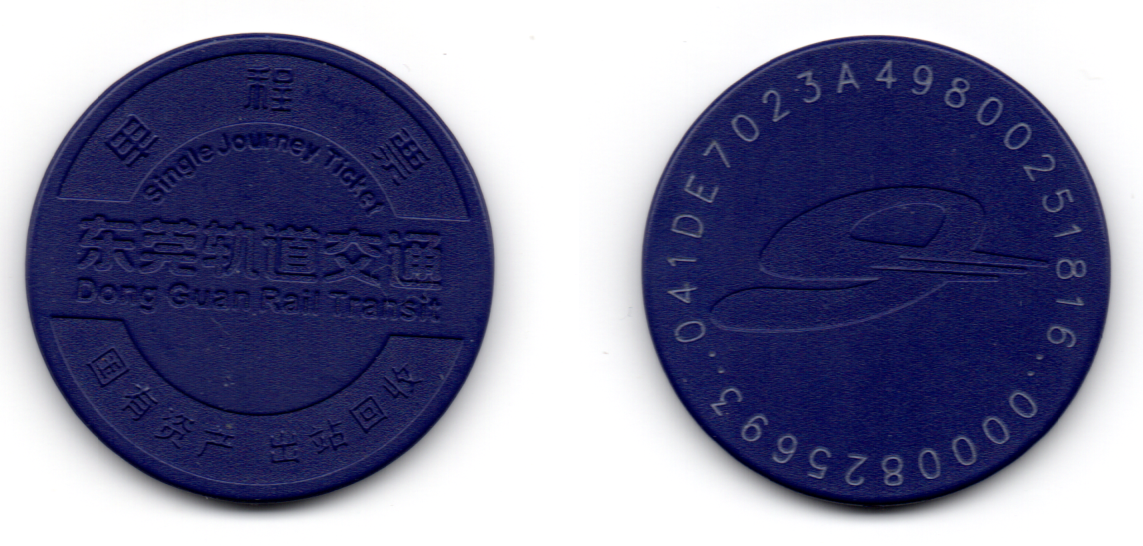
東莞軌道交通單程票（IC代幣）

### 广播
東莞地铁车厢内广播现时使用三种语言，先后依次为普通话、粵語和英语。

### 票价
根据东莞市政府常务会议的讨论决定，东莞轨道交通实行计程票制，按里程分段计价，起步价2元，可乘坐4公里；超过4公里的，4至12公里范围内，每递增4公里增加1元；12至24公里范围内，每递增6公里增加1元；超过24公里的，每递增8公里增加1元。目前，2号线的全程票价为8元。

## 與周邊城市的连接

### 與深圳的連接
- 东莞2号线接深圳20号线、12號線、18號線[22][23][24]
- 东莞3号线接深圳11号线（伸入東莞市範圍）
- 东莞5号线接深圳13号线
- 东莞1号线（4号线）接深圳地铁6号线支线[22]
- 东莞1号线支线（1号线）接深圳22号线[22]
- 东莞16号线接深圳10号线

### 與廣州的連接
- 东莞1號線接廣州5号线、17号线、25号线
- 东莞13号线接广州8号线
- 东莞10号线接广州22号线
- 东莞6号线接广州27号线
- 东莞4号线接广州16号线
- 規劃中的廣州地鐵28號線（佛穗莞城际）將與1号线、2号线和3号线接駁，屆時該線將貫穿東莞、廣州、佛山三市中心城區

## 外部連結
- 维基共享资源上的相關多媒體資源：東莞軌道交通
- 官方网站